# Ангурия
Ангурия или антилска краставица (Cucumis anguria) е растение от семейство Тиквови. Произхожда от тропическите и субтропическите райони на Централна и Южна Африка.

## Ботаническо описание
Едногодишно лианообразно растение. Може да достигне до 3-5 m дължина. Стъблата са тънки и крехки, осеяни с множество власинки, с множество разклонения. Листата са силно разчленени, подобни на листата на дините. Плодовете са овални, светлозелени, с дължина 3-8 cm, с дълги дръжки, покрити с множество меки, не бодливи шипоподобни израстъци.

## Отглеждане и използване
Отглеждат се както краставиците. Беритбата започва около 2 месеца след поникването на растенията. Родовитостта е обилна.
Неузрелите плодове имат вкус на краставица и се използват по същия начин както и краставиците. Заради малкия им размер са особено подходящи за консервиране. Отглеждат се както краставиците. Младите плодове на ангурията се консумират сурови или мариновани и осолени. По-старите плодове не са годни за консумация.
Ангурията се отглежда и като зеленчуково и като декоративно растение.